# Regola di Allen
La regola di Allen è una regola biologica postulata da Joel Asaph Allen nel 1877. Essa afferma che gli animali a sangue caldo, o omeotermi, provenienti da climi freddi generalmente possiedono estremità più corte dei loro corrispettivi provenienti da climi più caldi.

## Teoria

Differenze in termini di superficie di due solidi con uguale volume

La teoria dietro la Regola di Allen è che animali endotermi con uno stesso volume corporeo possono avere differenti aree superficiali, il che influenza la regolazione della temperatura corporea. Come esempio, si considerino 8 cubi di lato 2 cm. Una catasta di forma cubica avrà volume uguale a 64 cm³ e superficie pari a 96 cm², mentre una catasta a base rettangolare avrà lo stesso volume, ma una superficie di ben 112 cm².
La forma del corpo determina l'ammontare di superficie corporea esposta e quindi la quantità di calore disperso. In climi freddi è vantaggioso conservare calore e energia mantenendo un basso rapporto superficie volume mentre in climi più caldi è vero il contrario. Un animale si surriscalda in fretta se non è in grado di disperdere calore efficientemente, anche attraverso una forma corporea adeguata, con un alto rapporto superficie volume.